# Daramulunia gibbosa
Daramulunia gibbosa là một loài nhện trong họ Uloboridae.
Loài này thuộc chi Daramulunia. Daramulunia gibbosa được Ludwig Carl Christian Koch miêu tả năm 1872.